# Dom Jeana Papou w Le Crozet
Dom Jeana Papou w Le Crozet (fr. Maison dite de Jean Papou au Crozet) – wzniesiony w XVI wieku. Od 28 października 1942 roku posiada status monument historique, w kategorii classé (zabytek o znaczeniu krajowym).

## Lokalizacja
Dom zlokalizowany jest przy 86 Rue du Terrail w miejscowości Le Crozet, w departamencie Loara, w regionie Owernia-Rodan-Alpy.

## Historia
Dom powstał w pierwszym ćwierćwieczu XVI wieku. Dom w stylu renesansowym z fasadą z glazurowanej cegły i licznymi płaskorzeźbami z łacińskimi napisami, odzwierciedlającymi osobowość Jeana Papou, słynnego XVI-wiecznego prawnika i mieszkańca La Crozet.

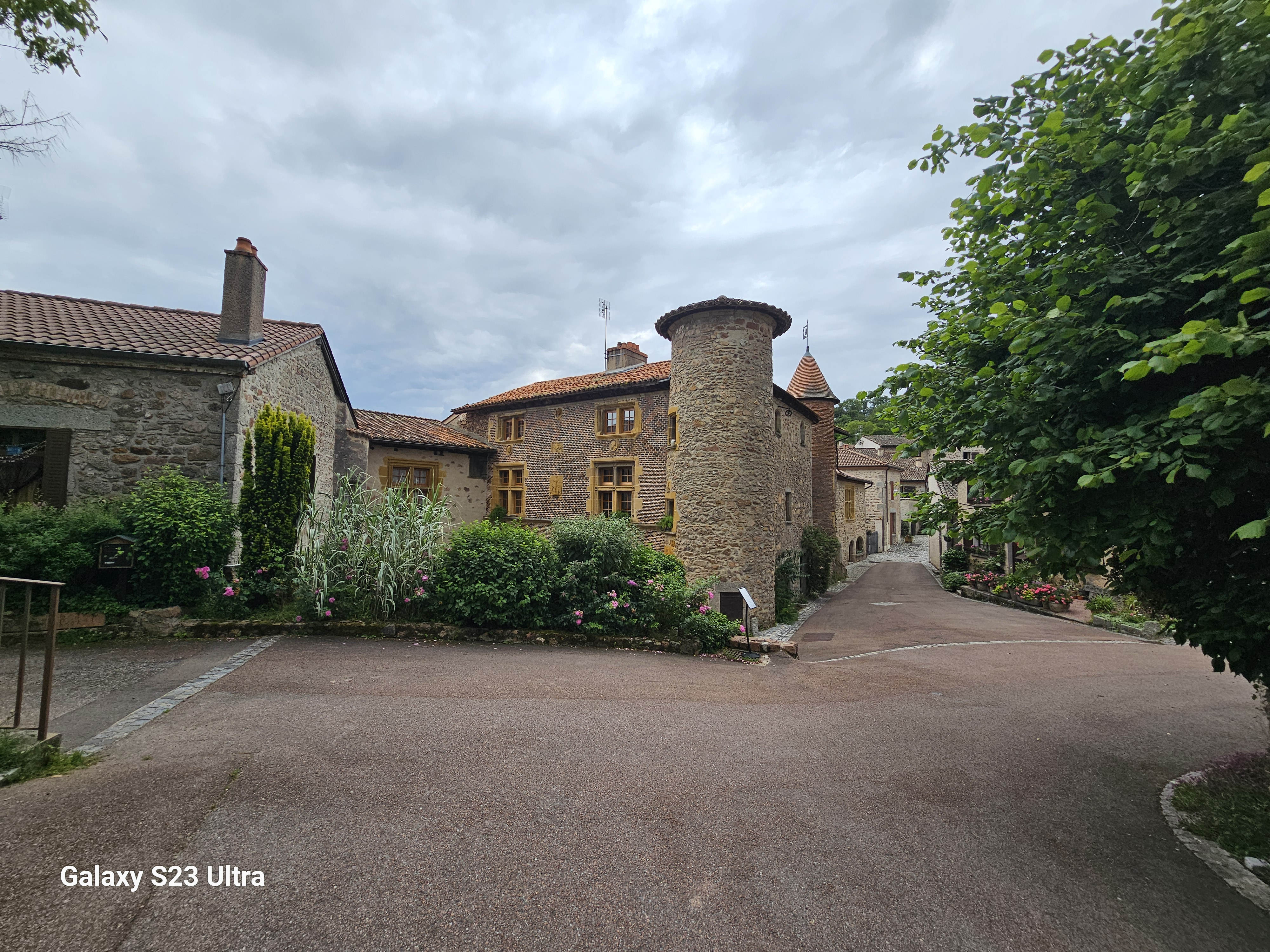
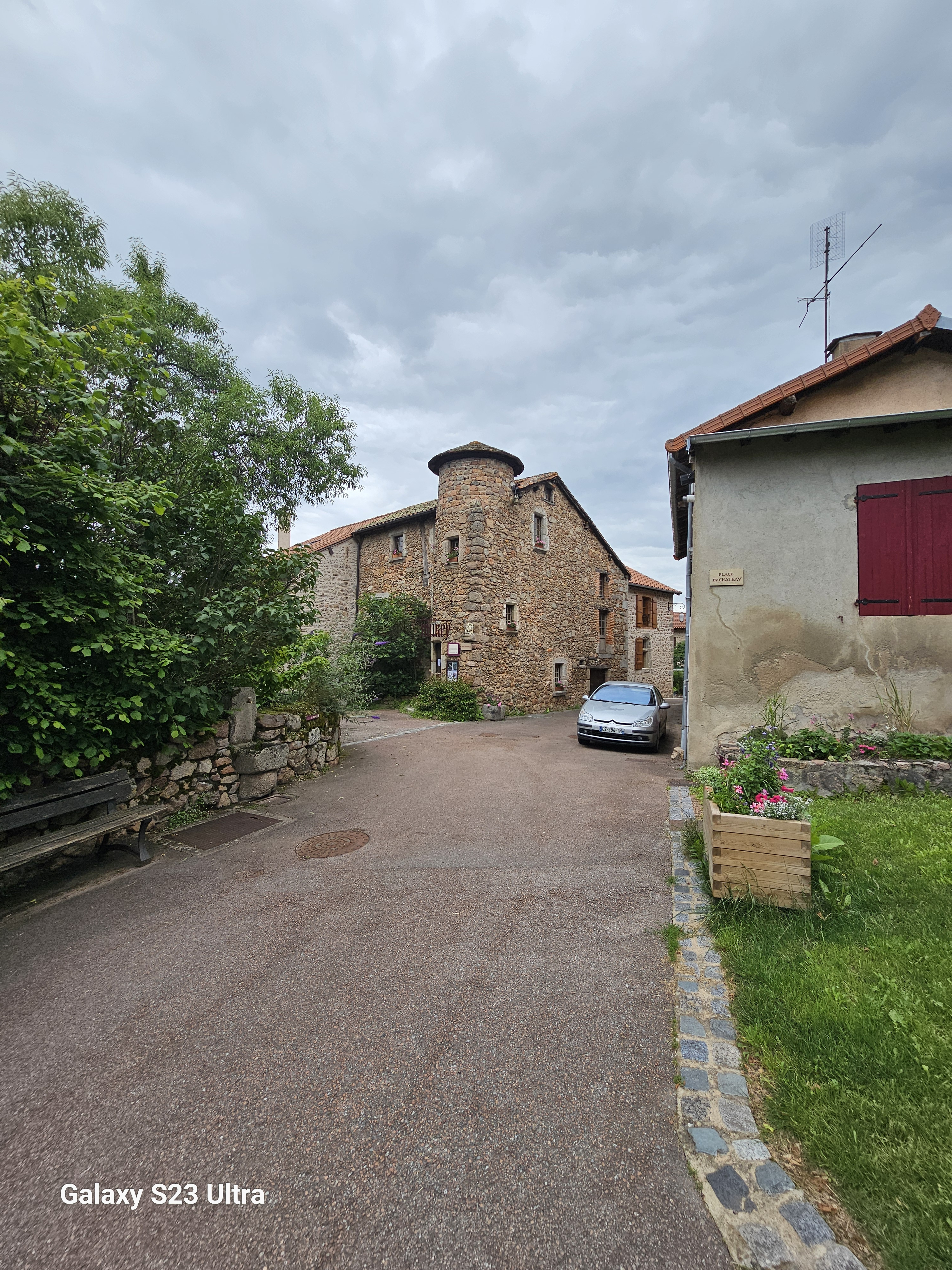
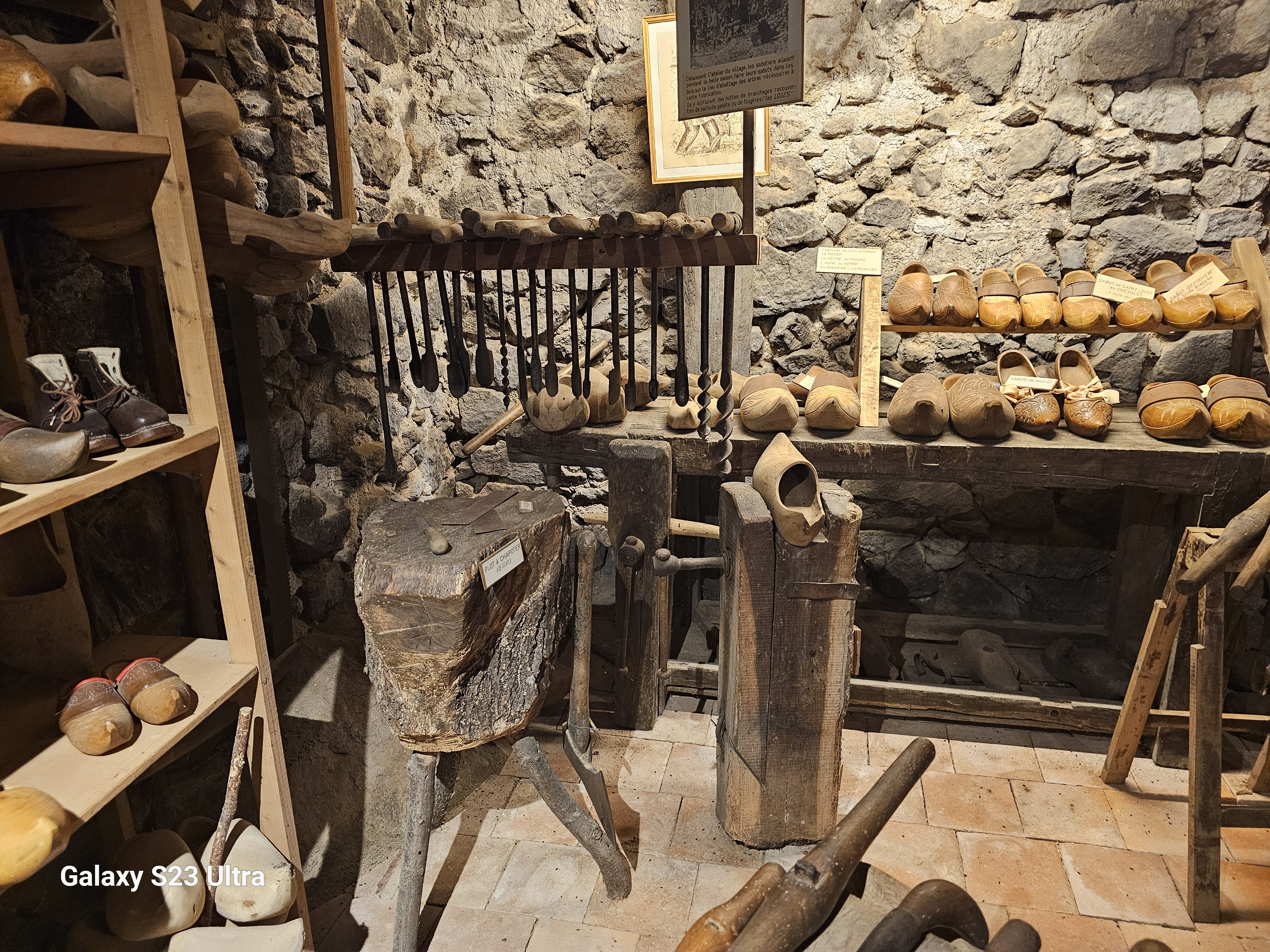
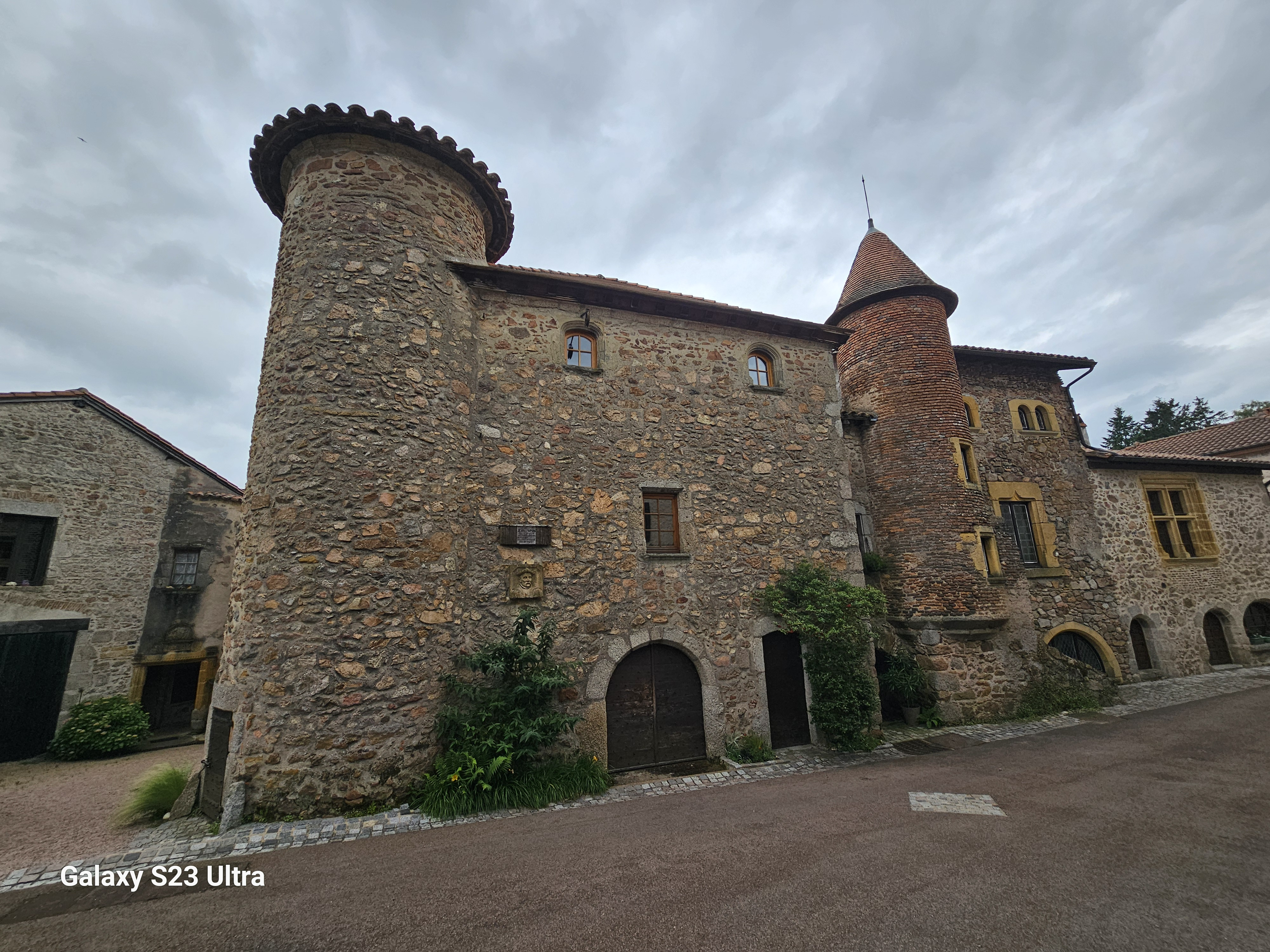